# Maldivernes centralbank
Maldivernes centralbank (Maldives Monetary Authority – MMA) er centralbanken på Maldiverne.
MMA blev etableret den 1. juli 1981, og har ifølge centralbankloven (MMA act) lov til at udstede valuta. Den skal også regulere tilgangen af maldiviske rufiyaa, regulere og overvåge den finansielle sektor, formulere og implementere pengepolitikken samt være rådgiver overfor Maldivernes regering. 
Centralbankens hovedmål i pengepolitikken er prisstabilitet, dvs. stabil og lav inflation. Valutaen (rufiyaa) er låst til den amerikansk dollar.
Centralbankens uafhængighed af regeringen blev sikret ved et tillæg i centralbankloven i 2007, hvor bl.a. rollen som centralbankdirektør blev adskilt fra rollen som finansminister. Som en følge af dette tillæg var centralbanken uden direktør fra den 7. april 2007, da Qasim Ibrahim måtte trække sig fra stillingen og koncentrere sig om arbejdet som finansminister, og frem til den 8. august samme år, da Abdulla Jihad blev udnævnt til ny centralbankdirektør. 
Bankvirksomhed er et ungt erhverv på Maldiverne – den første bank blev etableret her i 1974. 

## Centralbankdirektør
Pr. oktober 2009 er Fazeel Najeeb centralbankschef. Han blev udnævnt den 14. oktober 2008. Vicecentralbankschef er Aishath Zahira.

## Eksterne link
- Officiel hjemmeside